# Heinrich E. M. Schulz
Heinrich E. M. Schulz (* 18. September 1859; † 21. Oktober 1918 in Hamburg) war ein deutscher Entomologe und Naturalienhändler.

## Leben
Heinrich E. M. Schulz arbeitete etwa bis 1900 als Beamter für die Janus Versicherung, machte sich dann selbständig und eröffnete in der Hamburger Straße 45 in Barmbeck eine 
Naturalienhandlung.
Als Entomologe hatte er sich auf Coleoptera spezialisiert, war Mitglied des Vereins für Naturwissenschaftliche Unterhaltung zu Hamburg und gehörte darüber hinaus auch dessen Sektion Entomologischer Verein von Hamburg-Altona an.
Er vereinzelte ab 1900 die Restbestände des Insekten-Händlers Arthur Johannes Speyer (1858–1923) / Hamburg-Altona und ab etwa 1910 die Coleoptera-Sammlung des Handelsschuldirektors Heinrich Beuthin (1838–1918). Die Naturalienhandlung wurde nach seinem Tod von seiner Witwe noch einige Jahre weitergeführt.